# Жмакин, Александр Яковлевич
Александр Яковлевич Жмакин (15 [26] октября 1780, с. Богородское, Петровский уезд, Саратовская губерния — 19 ноября [1 декабря] 1850, Санкт-Петербург) — российский государственный деятель; вице-губернатор Вятской губернии (1817—1821), Казанский вице-губернатор и губернатор (1821—1826), Симбирский гражданский губернатор (1826—1831); директор Департамента государственного хозяйства и публичных зданий Министерства внутренних дел (1831). Тайный советник.

## Биография
Родился 15 (26) октября 1780 года в селе Богородское Петровского уезда Саратовской губернии в семье отставного поручика Якова Степановича Жмакина — представителя старинного, известного с конца XVII столетия, дворянского рода.
Получил домашнее образование и в 1797 году поступил на военную службу подпрапорщиком в полк генерала от инфантерии П. С. Мещерского. В 1798 году «за отличие» был произведён в прапорщики, в 1799  — в поручики, в 1800 — в штабс-капитаны.
Уже в 1801 году вышел в отставку и был определён «к статским делам» с чином коллежского асессора; служил в Казани дворянским казначеем, с 1803 года был товарищем советника Казанской удельной экспедиции. В 1808 году был произведён в чин надворного советника и переведён в Кострому, где также исполнял должность товарища управляющего Костромской удельной конторой. Через 3 года был назначен управляющим Вятской удельной конторой.
С 22 августа 1817 года он был назначен вятским вице-губернатором. Помимо исполнения своих обязанностей, он занимался ещё «исправлением беспорядков по казенному питейному сбору», руководил винокуренными заводами Вятской губернии; в 1819 году был произведён в статские советники.
Был переведён 29 июля 1821 года казанским вице-губернатором. По должности возглавил и Казанскую казённую палату. Губернатор П. А. Нилов значительное время был вынужден проводить в Санкт-Петербурге и в его отсутствие фактическим руководителем губернией был Жмакин. После увольнения Нилова, с 1823 года Жмакин исполнял должность Казанского губернатора. По одному из доносов он вместе со своим тестем вятским губернатором П. М. Добринским был обвинён в поборах с казённых крестьян на несколько миллионов рублей в Вятской губернии; также ему в Казанской губернии было вменено, что он «с торгу продавал правосудие, отдавая оное в руки лихоимственных исправников». В результате 1 мая 1826 года на должность Казанского губернатора был назначен барон О. Ф. Розен.
Расследование «злоупотреблений» А. Я. Жмакина результатов не принесло и 28 августа 1826 года он был назначен симбирским гражданским губернатором и занимал эту должность до 2 июля 1831 года. В 1828 году получил чин действительного статского советника, затем удостоился двух высочайших благоволений (1828 и 1829 гг.) за труды по снижению земских повинностей и по рекрутским наборам.
В 1831 году был переведён в Санкт-Петербург, где получил должность директора Департамента государственного хозяйства и публичных зданий в Министерстве внутренних дел. С 28 сентября 1833 года он был директором Департамента исполнительной полиции; 18 апреля 1837 года был пожалован в тайные советники. Состоял до конца жизни членом Совета министра внутренних дел.
Был награжден золотой табакеркой с бриллиантами, орденами Св. Станислава 1-й степени и Св. Анны 1-й степени, знаками беспорочной службы за ХХХ, ХХХV, XL, ХLV лет.
Умер 19 ноября (1 декабря) 1850 года в Санкт-Петербурге и был похоронен на Волковом православном кладбище. Надгробие А. Я. Жмакина вблизи Спасской церкви выполнено в виде гранитного алтаря. 

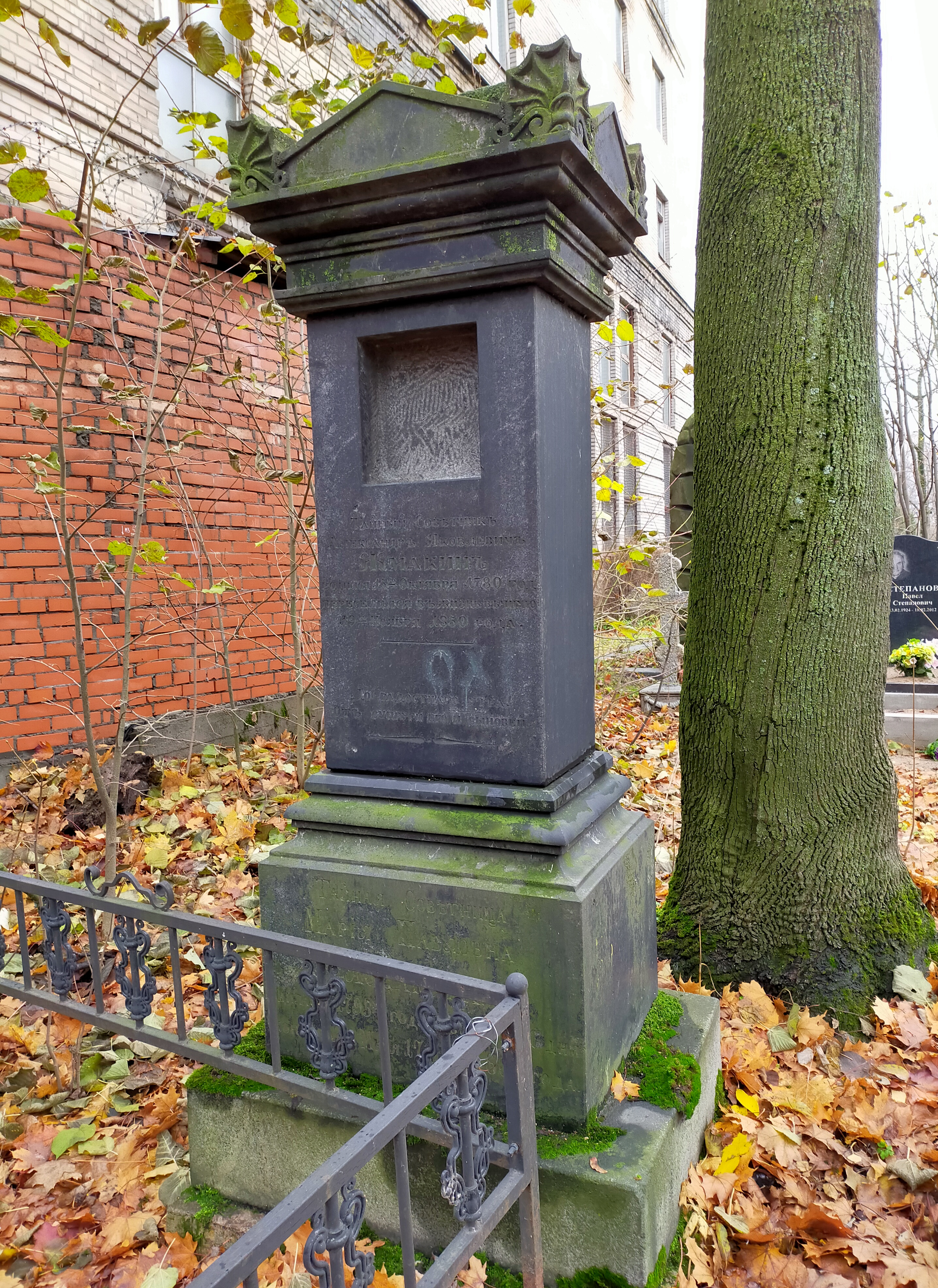
Могила А. Я. Жмакина на Волковском православном кладбище

## Семья
В 1803 году женился на Вере Яковлевне Кудрявцевой (1782—1820), дочери гвардии фурьера и внучке Н. Н. Кудрявцева. После её смерти женился повторно — на дочери своего начальника, вятского губернатора П. М. Добринского, Марии Павловне.
Его дети:
- Прасковья (1803—1878), была в замужестве за В. И. Панаевым
- Юлия (1806—1807)
- Любовь (1809—?), замужем за А. В. Пятницким
- Софья (1810—?)
- Аполлона (1811 — после 1838)
- Елизавета (1816 — после 1825)
- Павел (19.07.1827—?)
- Александр (08.04.1837—?)

Род был внесён в VI часть дворянской родословной книги Казанской губернии по определению Казанского дворянского депутатского собрания от 22 мая 1823 года.